# Pták roku (Německo)
Pták roku (německy: Vogel des Jahres) je kampaň, kterou od roku 1971 každoročně vyhlašují v Německu organicace Naturschutzbund Deutschland, NABU (Svaz pro ochranu přírody a biodiverzity Německa) a Landesbund für Vogelschutz in Bayern - LBV (Bavorský spolek pro ochranu ptactva). Tyto organizace na ochranu přírody jako první na světě upozornily na ohrožení zvířat a biotopů tím, že každý rok nominovaly jednoho kandidáta. Cílem projektu je zvýšit povědomí široké i odborné veřejnosti o tomto druhu a o širší problematice ptáků. Z Německa se kampaň rozšířila do dalších zemí.

## Historie
První volba Vogel des Jahres (Ptáka roku) proběhla v roce 1970 v rámci regionálního každoročního testu ptáků, který se konal v bádensko-württemberském regionálním sdružení NABU - tehdy ještě "Deutscher Bund für Vogelschutz" (DBV) - a byla jím zvolena volavka popelavá. Od roku 1971 probíhá kampaň celostátně , k 50. výročí kampaně v roce 2020 bylo rozhodnuto poprvé zapojit obyvatelstvo do dvou hlasování o udělení Ptáka roku 2021 v rámci předběžné volby , od roku 2022 má být Pták roku volen trvale veřejností. V budoucnu však bude předběžný výběr pěti druhů ptáků provádět odborná komise NABU .

## Mezinárodní kampaně
Kampaň si doposud našla mnoho napodobitelů. Švýcarská společnost pro ochranu ptáků volí švýcarského ptáka roku od roku 2001 a také lucemburský Natur&ëmwelt volí každoročně svého ptáka. Celkem se Pták roku volí ve více než desítce evropských zemí. Mimoevropští ptáci roku se volí mimo jiné v Jihoafrické republice a na Novém Zélandu.

## Příroda roku
Volba Ptáka roku se stala vzorem pro celou řadu voleb živočichů a rostlin jako druhů roku a biotopů jako stanovišť roku. Termín Lebensräumen des Jahres - Příroda roku se vžil jako obecné označení v německy mluvících krajinách pro tyto kampaně.

## Přehled ptačích druhů s titulem Vogel des Jahres (Pták roku)
| Rok  | Český název        | Latinský název          | Obrázek   | Poznámka          |
| ---- | ------------------ | ----------------------- | --------- | ----------------- |
| 1971 | sokol stěhovavý    | Falco peregrinus        |           |                   |
| 1972 | sýček obecný       | Athene noctua           |           |                   |
| 1973 | ledňáček říční     | Alcedo atthis           |           | opět v roce 2009  |
| 1974 | jiřička obecná     | Delichon urbicum        |           |                   |
| 1975 | kulík zlatý        | Pluvialis apricaria     |           |                   |
| 1976 | dudek chocholatý   | Upupa epops             |           | opět v roce 2022  |
| 1977 | sova pálená        | Tyto alba               |           |                   |
| 1978 | jeřáb popelavý     | Grus grus               |           |                   |
| 1979 | vlaštovka obecná   | Hirundo rustica         |           |                   |
| 1980 | tetřívek obecný    | Lyrurus tetrix          |           |                   |
| 1981 | datel černý        | Dryocopus martius       |           |                   |
| 1982 | koliha velká       | Numenius arquata        | rahmenlos |                   |
| 1983 | břehule říční      | Riparia riparia         |           |                   |
| 1984 | čáp bílý           | Ciconia ciconia         |           | opět v roce 1994  |
| 1985 | ťuhýk obecný       | Lanius collurio         |           |                   |
| 1986 | havran polní       | Corvus frugilegus       |           |                   |
| 1987 | bramborníček hnědý | Saxicola rubetra        |           |                   |
| 1988 | krutihlav obecný   | Jynx torquilla          |           |                   |
| 1989 | rákosník obecný    | Acrocephalus scirpaceus |           |                   |
| 1990 | žluva hajní        | Oriolus oriolus         |           |                   |
| 1991 | koroptev polní     | Perdix perdix           |           |                   |
| 1992 | červenka obecná    | Erithacus rubecula      |           | opět v roce 2021  |
| 1993 | kulík říční        | Charadrius dubius       |           |                   |
| 1994 | čáp bílý           | Ciconia ciconia         |           | prvně v roce 1984 |
| 1995 | slavík obecný      | Luscinia megarhynchos   |           |                   |
| 1996 | čejka chocholatá   | Vanellus vanellus       |           |                   |
| 1997 | strakapoud velký   | Dendrocopus major       |           |                   |
| 1998 | skřivan polní      | Alauda arvensis         |           | opět v roce 2019  |
| 1999 | strnad obecný      | Emberiza citrinella     |           |                   |
| 2000 | luňák červený      | Milvus milvus           |           |                   |
| 2001 | potápka roháč      | Podiceps cristatus      |           |                   |
| 2002 | vrabec domácí      | Passer domesticus       |           |                   |
| 2003 | rorýs obecný       | Apus apus               |           |                   |
| 2004 | střízlík obecný    | Troglodytes troglodytes |           |                   |
| 2005 | výr velký          | Bubo bubo               |           |                   |
| 2006 | brhlík lesní       | Sitta europaea          |           |                   |
| 2007 | poštolka obecná    | Falco tinnunculus       |           |                   |
| 2008 | kukačka obecná     | Cuculus canorus         |           |                   |
| 2009 | ledňáček říční     | Alcedo atthis           |           | prvně v roce 1973 |
| 2010 | kormorán velký     | Phalacrocorax carbo     |           |                   |
| 2011 | rehek zahradní     | Phoenicurus phoenicurus |           |                   |
| 2012 | kavka obecná       | Corvus monedula         |           |                   |
| 2013 | bekasina otavní    | Gallinago gallinago     |           |                   |
| 2014 | žluna zelená       | Picus viridis           |           |                   |
| 2015 | jestřáb lesní      | Accipiter gentilis      |           |                   |
| 2016 | stehlík obecný     | Carduelis carduelis     |           |                   |
| 2017 | puštík obecný      | Strix aluco             |           |                   |
| 2018 | špaček obecný      | Sturnus vulgaris        |           |                   |
| 2019 | skřivan polní      | Alauda arvensis         |           | prvně v roce 1998 |
| 2020 | hrdlička divoká    | Streptopelia turtur     |           |                   |
| 2021 | červenka obecná    | Erithacus rubecula      |           | prvně v roce 1992 |
| 2022 | dudek chocholatý   | Upupa epops             |           | prvně v roce 1976 |